# Saint-Mathieu
Saint-Mathieu (tiếng Occitan: Samatiá) là một xã của tỉnh Haute-Vienne, thuộc vùng Nouvelle-Aquitaine, miền trung nước Pháp.